# Бергенгейм, Август Иванович
Бергенгейм Август Иванович (1803—1838) — сотрудник квартирмейстерской службы Генерального штаба, штабс-капитан Генерального штаба российской армии, армейский топограф.

## Биография
Бергенгейм Август Иванович родился в 1803 году.
Учился в Финляндском кадетском корпусе.
- 11 февраля 1824 года — получил звание прапорщика квартирмейстерской части;
- 1824 год — участвовал в топографической съемке Старорусского уезда;
- 1826 год — отправлен на службу в лейб-гвардию Финляндского полка;
- 1828 год — после сражения под Силистрией в Турецкой кампании стал поручиком;
- 1829 год — участвовал в сражении при Дервиш-Джеване, получил ранение;
- 1831 год — участвовал в сражениях в Польше;
- 1832 год — проводил топографическую съемку Гродненской губернии;
- 1835 год — получил чин капитана Генерального штаба, отправлен на Кавказ;
- 1836 год — получил назначение дивизионного квартирмейстера 21-й пехотной дивизии в Дагестане;
- 1837 год — участвовал в Аварской экспедиции генерала Фези, после которой в Тифлисе смертельно ранил поручика Генерального штаба Шуберта[источник не указан 1065 дней] на дуэли, отправлен в Дагестан;
- 19 августа 1838 года — Бергенгейм уехал из Хунзах (Авария) под видом курьера в Тифлис, но в ауле Хуштада был раскрыт как топограф, рассматривающий дороги;
- 21 сентября 1838 года — Бергенгейм был схвачен близ аула Тисси (Дагестан) и убит со всеми его сопровождавшими лицами.